# Prăjești
Prăjești è un comune della Romania di 2 617 abitanti, ubicato nel distretto di Bacău, nella regione storica della Moldavia.
Il comune è formato dal solo abitato sede del comune, divenuto autonomo a seguito della Legge N. 67 del 23 marzo 2005 staccandosi dal comune di Traian.